# 광양항역
광양항역(Gwangyang Harbor station, 光陽港驛)은 전라남도 광양시에 위치한 화물 철도역이다. 1998년 광양항 개발계획에 따라 완공되었으며, 이후 광양항을 통해 드나드는 각종 화물을 처리하고 있다. 한때 역사 건물을 한국컨테이너부두공단에서 사용하였으나 월드마린센터로 이전하였다.

## 역 주변
- 광양항

## 역사
- 1998년 12월 31일 : 영업 개시
- 2017년 12월 18일 : 화물 취급 중지[1]